# Вороб'ївська волость
Вороб'ївська волость — історична адміністративно-територіальна одиниця Богучарського повіту Воронізької губернії з центром у слободі Вороб'ївка.
Станом на 1880 рік складалася 5 поселень, 3 сільських громад. Населення — 7504 особи (3732 чоловічої статі та 3772 — жіночої), 3117 дворових господарств.
|                     | Площа, десятин | У тому числі орної, дес. |
| ------------------- | -------------- | ------------------------ |
| Сільських громад    | 23937          | 19187                    |
| Приватної власності | 289            | 150                      |
| Іншої власності     | 245            | 245                      |
| Загалом             | 24471          | 19582                    |

Основні поселення волості на 1880 рік:
- Вороб'ївка — колишня державна слобода при річці Толучєєвка за 95 верст від повітового міста, 5771 особа, 927 дворів, 2 православні церкви, 5 лавок, 66 вітряних млинів, 4 ярмарки на рік.
- Квашіно — колишня державна слобода, 985 осіб, 134 двори, православна церква, 16 вітряних млинів, торжки.

За даними 1900 року у волості налічувалось 9 поселень із переважно українським населенням, 3 сільських товариств.
1915 року волосним урядником був Йосип Павлович Кривошеєв, старшиною був Василь Захарович Іщенко, волосним писарем — Іван Андрійович Біанцев.